# Unidos do Chatão
Unidos do Chatão é uma escola de samba do carnaval de Uberlândia.
A escola foi fundada em 15 de março de 1986, com o nome de moradia em que os membros da comunidade chatão se reuniam próximos da Avenida Monsenhor Eduardo, sendo a maioria de seus componentes é oriunda do bairro Aparecida e de outras regiões da cidade.
Em 2006, apresentou o enredo "uma viagem ao mundo encantado" e no ano seguinte, homenageou o cantor Alexandre Pires, que desfilava desde criança na escola, mas não pôde comparecer ao desfile e foi representado por sua família. O samba foi composto por Lourenço Poeira, compositor de músicas do cantor.
Homenageou as regiões brasileiras em 2010, e em 2011, trouxe o circo com enredo, obtendo o vice-campeonato.

## Segmentos

### Presidentes
| Nome                     | Mandato        | Ref.  |
| ------------------------ | -------------- | ----- |
| Olímpio Silva "Pai Nego" | ? - atualidade | [ 2 ] |

## Carnavais
| Ano  | Colocação    | Enredo | Ref.        |
| ---- | ------------ | --- | ----------- |
| 2006 | 3º lugar     | Uma viagem ao mundo encantado | [ 2 ]       |
| 2007 | 3º lugar     | O mineirinho Alexandre Pires, Uma Estrela a Brilhar Composior:Lourenço - Intérprete:Celino Dias                                                                         |             |
| 2008 | Vice-Campeã  | O lixo que é luxo e o luxo que é lixo |             |
| 2009 | Vice-Campeã  | Quem canta se encanta com os passos dança | [ 6 ] [ 2 ] |
| 2010 | 3º lugar     | Brasil e suas diversidades. Cada região uma cultura e uma história unidos pelo amor à Nação                                                                             | [ 6 ]       |
| 2011 | Vice-Campeã  | O Circo é Cultura | [ 6 ]       |
| 2012 | Vice-Campeã  | Rosas, Expressões de Amor | [ 6 ]       |
| 2013 | Vice-Campeã  | Do Papiro á era digital, O Chatão vem cumprir o seu papel | [ 7 ]       |
| 2014 | 3º lugar     | Copa do Mundo – A Seleção Penta |             |
| 2016 | 3° lugar     | "Sete o número da virara" (Samba-enredo composto por Gilmar Barista) |             |
| 2017 | Não desfilou | "Festival de Parintins" (Samba-enredo composto por Milton Du Bode, Johnny de Moura, Marcelo Gonçalves e Bruno Loba Music)                                               |             |
| 2023 | Vice-campeã  | "Amazônia - o exército mítico em defesa do Eldorado verde" (Samba-enredo composto por Johnny de Moura, Noca Neto, Bruno Loba Music, Milton Du Bode e Marcelo Gonçalves) |             |